# نوبو آئویاگی
نوبو آئویاگی (انگلیسی: Nobuo Aoyagi; ۲۷ مارس ۱۹۰۳ – ۱۷ مهٔ ۱۹۷۶) کارگردان فیلم، و تهیه‌کننده فیلم اهل ژاپن بود.